# Шапківка
Ша́пківка — пасажирський залізничний зупинний пункт Куп'янської дирекції Південної залізниці.
Розташований біля північної околиці села Велика Шапківка, Куп'янський район, Харківської області на лінії Оливине — Огірцеве між станціями Куп'янськ-Південний (11 км) та Моначинівка (4 км).
Станом на травень 2019 року щодоби шість пар приміських електропоїздів здійснюють перевезення за маршрутом Вовчанськ — Куп'янськ-Вузловий.